# Olde English Bulldogge
Die Olde English Bulldogge ist eine nicht FCI- oder AKC-anerkannte Hunderasse aus den USA. Die Rasse wird seit 1. Januar 2014 vom UKC anerkannt.

## Herkunft und Geschichtliches
1971 begann David Leavitt aus dem US-Bundesstaat Pennsylvania nach den Richtlinien eines Rinderzuchtprogramms der Ohio State University mit der Zucht einer neuen Rasse, die er Olde English Bulldogge nannte. Er war mit der Gesundheit und der Fruchtbarkeit seiner Englischen Bulldoggen sehr unzufrieden und wollte ihnen mit einem gezielten Rückzüchtungsprogramm wieder zu einer besseren Gesundheit und Lebensqualität verhelfen. Vorbild der neuen Rasse war und ist die englische Bulldogge der Regency-Zeit zu Beginn des 19. Jahrhunderts. Alle zur Zucht eingesetzten Hunde wurden nach Darstellung der Züchter von Anfang an auf ihre Gesundheit und Wesensfestigkeit überprüft.
Bis 1995 züchtete David Leavitt selbst und es etablierte sich um ihn herum eine kleine Anzahl Züchter, die sich – ausgehend davon, dass die Züchter der Olde English Bulldogge sich vom ursprünglichen Standard entfernt hätten – von diesen trennten und ab 2006 ihre Hunde unter der Bezeichnung Leavitt Bulldog züchten.
Die betreuenden Vereine in den USA sind der Olde English Bulldogge Kennel Club als Parent Club, in Europa der Olde Bulldogge Club Europe in Zusammenarbeit mit dem Olde English Bulldogge Kennel Club.

## Beschreibung
Die Olde English Bulldogge ist gegenüber der englischen Bulldogge von gemäßigterem Typ, hat eine etwas längere Nase, weniger Faltenbildung, weniger Vorbiss (0,5–2,5 cm) und eine lange Rute ohne Knick. Die Olde English Bulldogge ist zwischen 16 und 20 Zoll (ca. 40,5–51 cm) groß und zwischen 50 und 80 Pfund (22,5 und 36 kg) schwer.
Das Fell der Hunde ist kurz und anliegend, alle Farbschläge sind erlaubt außer Albinismus, schwarz, schwarz mit Brand resp. lohfarbenen Abzeichen oder blau. Die Nase muss grundsätzlich schwarz sein. Eine kurze oder geknickte Rute führt zum Zuchtausschluss, ebenso ein ängstliches oder aggressives Wesen. Im Rassestandard wird beschrieben, dass die Hunde der Rasse extrem stark sind und mitunter Aggression gegen Hunde gleichen Geschlechts zeigen, weshalb Sozialisation und Gehorsamstraining sehr wichtig seien.

## Rassenproblematik
Das Innenministerium des Landes Brandenburg vertritt die Meinung, dass es sich bei der Olde English Bulldogge um „eine Kreuzung mit einem unwiderlegbar gefährlichen Hund im Sinne des § 8 Abs. 2 Hundehalteverordnung“ handelt und die an dieser Stelle der Verordnung getroffenen Regelungen anzuwenden sind.
Vor Brandenburger Gerichten wurde diese Auffassung des Brandenburger Innenministeriums nicht bestätigt. Vom Verwaltungsgericht Potsdam wurde mit dem Beschluss VG 3L 76/13 dazu ausgeführt: „Selbst wenn man davon ausgeht, dass weder der OEB noch der Leavitt Bulldog eine eigene Rasse oder Gruppe ist, sondern es sich um Kreuzungen handelt, unterfallen diese nicht der Regelung unter § 8 Abs. 2 HundehV.“ Weiter heißt es: „Entgegen der Ansicht des Antragsgegners kann aus dem Umstand, dass an der Züchtung der OEB und des Leavitt Bulldog Hunde beteiligt waren, die in § 8 Abs. 2 HundehV benannt werden, nicht auf eine Kreuzung der hier betroffenen Hunde im Sinne dieser Vorschrift geschlossen werden.“
In Nordrhein-Westfalen sieht die Verwaltungsvorschrift zum Landeshundegesetz vor, dass Olde English Bulldog zu den Hunden bestimmter Rassen zählen, da mindestens 1/3 bestimmte Rassen eingekreuzt sind. Wenn der Phänotyp eines Pitbull Terriers deutlich hervortritt, ist der Hund als gefährlicher Hund einzustufen. Ein Halten ist somit nur bei besonderem öffentlichen oder privaten Interesse möglich.
Siehe auch: Rasseliste.